# Northern Rockies Regional Airport
Northern Rockies Regional Airport (även Fort Nelson Airport, franska: Aéroport de Fort Nelson) är en flygplats i Kanada.   Den ligger i Northern Rockies Regional Municipality och provinsen British Columbia, i den centrala delen av landet, 3 400 km väster om huvudstaden Ottawa. Northern Rockies Regional Airport ligger 381 meter över havet.